# Lumaco
Lumaco (del mapudungun: lumako ‘agua de luma’) es una comuna de la zona sur de Chile, ubicada al suroeste de la provincia de Malleco en la Región de la Araucanía. Se encuentra emplazada por sobre la cuenca del río homónimo, en una superficie bordeada por la cordillera de Nahuelbuta, ubicándose a unos 53 km de su capital provincial, Angol. Dentro del área comunal se encuentran tres núcleos urbanos: Lumaco urbano, Capitán Pastene y Pichi Pellahuén. 

## Historia
Lumaco se ubica a 120 km al noroeste de la capital regional, Temuco. Limita al norte con Purén y Los Sauces, al este con las Traiguén y Galvarino, al sur con Imperial y Carahue, y al oeste con Tirúa y Contulmo, siendo limítrofe con la provincia de Arauco.
Entre los siglos XVI y XVII, Lumaco fue escenario de grandes batallas y encuentros entre el pueblo originario mapuche del grupo nagche y los conquistadores españoles del Reino de Chile. Los españoles explotaron lavaderos de oro usando a los mapuches como trabajadores virtualmente esclavos.
El Gobernador español Martín García Óñez de Loyola, construyó el Fuerte Español Lumaco en 1597, siendo destruido en el invierno siguiente por el Fuxa Toki Paillamapu. El 23 de diciembre de 1598, pasadas las 3.30am muere sorprendido en Kuralaba a orillas del río Lumaco, por un pequeño ejército mapuche al mando de los toquis Pelöntrarü, Huaiquimilla y Ankanamün.  
Esta zona es muy rica culturalmente, pues en ella han convivido de manera especial los mapuches y descendientes italianos centenarios, quienes a partir de 1904 llegaron a estas tierras desde la región Emilia-Romaña, cuya capital es Bolonia en el nororiente de Italia.

## Medio ambiente

### Geomorfología y componentes abióticos

Trazado simplificado de los ecosistemas y cuerpos de agua presentes en la comuna de Lumaco.

La comuna de Lumaco se encuentra emplazada en las unidades geomorfológicas de Llano central con morrenas y conos y Cordillera de la costa; y presenta según la clasificación climática de Köppen clima mediterráneo de lluvia invernal (Csb) y clima mediterráneo de lluvia invernal e influencia costera (Csb (i)). Esta además se halla entre las cuencas hidrográficas de Costeras e Islas entre el río Paicaví y la región del Biobío, río Biobío y río Imperial. Además, la comuna posee diversos cuerpos de agua, entre los que se destacan el río Cholchol, río Colpi o Pangueco, río Lumaco, río Pellahuen y río Relun.

### Componentes bióticos
Dentro del territorio de la comuna se pueden hallar los siguientes ecosistemas:
- Bosque caducifolio mediterráneo donde predominan Nothofagus obliqua y Persea lingue (En peligro crítico)
- Bosque caducifolio mediterráneo interior donde predominan Nothofagus obliqua y Cryptocarya alba (En peligro crítico)
- Bosque caducifolio templado costero donde predominan Nothofagus alpina y Persea lingue (En peligro)
- Bosque mixto mediterráneo-templado costero donde predominan Nothofagus dombeyi y Nothofagus obliqua (En peligro crítico)

### Medidas de protección ambiental y conflictos socioambientales
Hasta 2022, la comuna de Lumaco cuenta con un área territorial destinada a la protección ambiental:
- ADI Lleu-Lleu (Sitios ERB)[11]

## Administración

### Municipalidad

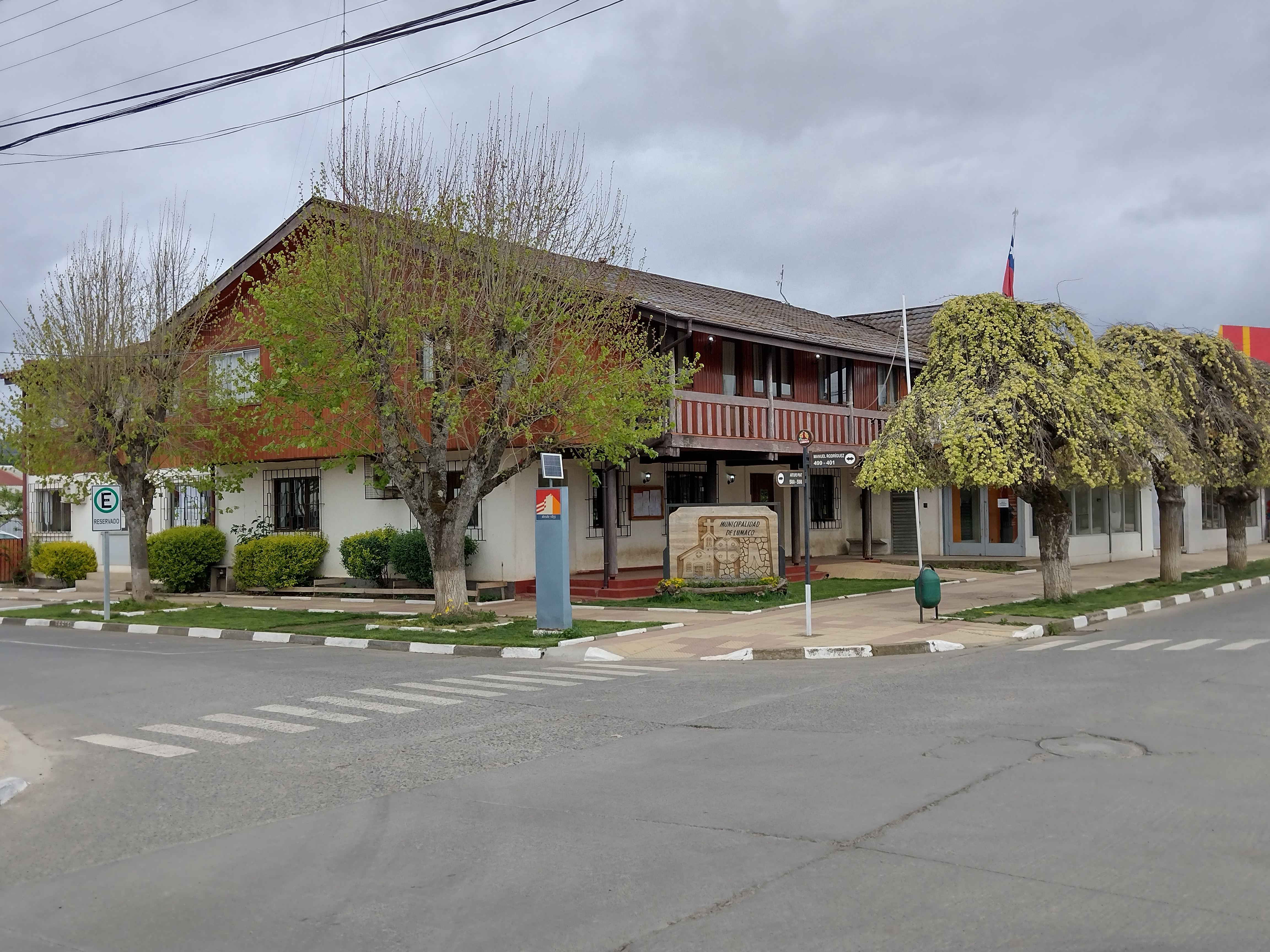
Casa consistorial de la Ilustre Municipalidad de Lumaco

La capital de la comuna es la ciudad de Lumaco, aunque de los tres centros urbanos el más poblado y con mayor desarrollo económico y social es Capitán Pastene. Esto ha producido que grupos e instituciones de Capitán Pastene luchen y trabajen con agentes del Gobierno para crear la Comuna de Capitán Pastene, sin mayor éxito hasta ahora, debido a una serie de ordenanzas que señala la ley y que no se cumplen, como por ejemplo el mínimo de habitantes en lo que sería la nueva comuna y el desequilibrio económico que produciría en Lumaco.[cita requerida]
Desde 2021 en adelante, su actual alcalde es Richard Leonelli Contreras (IND - Chile Vamos).
Durante esete mismo periodo, sus concejales son seis:
- Santiago Adolfo Guidotti Cea (RN).
- Luis Abraham Fuentes Sepúlveda (UDI).
- Nicolás Froilán Sepúlveda Palma (PR).
- Yanela Mabel Flores Cárdenas (IND - Republicanos).
- Nicolás Atricio Covili Lizama (Partido Republicano de Chile).
- Javier Painequeo Paillali (PS).

### Representación parlamentaria
Integra junto a las comunas de Angol, Collipulli, Curacautín, Ercilla, Lonquimay, Los Sauces, Purén, Renaico, Traiguén y Victoria (de la provincia de Malleco); Galvarino, Lautaro, Melipeuco, Perquenco y Vilcún (de la provincia de Cautín); el distrito electoral N.º 22 que elige a cuatro diputados. Así mismo, pertenece a la XI circunscripción senatorial que comprende a la Región de La Araucanía que cuenta con cinco escaños en el Senado.

## Economía
En 2018, la cantidad de empresas registradas en Lumaco ante el Servicio de Impuestos Internos fue de 100. El Índice de Complejidad Económica (ECI) en el mismo año fue de -0,74, mientras que las actividades económicas con mayor índice de Ventaja Comparativa Revelada (RCA) fueron Explotación de Bosques (53,74), Cultivo de Trigo (47,93) y Otros Servicios de Diversión y Esparcimientos (47,3).

## Servicios públicos

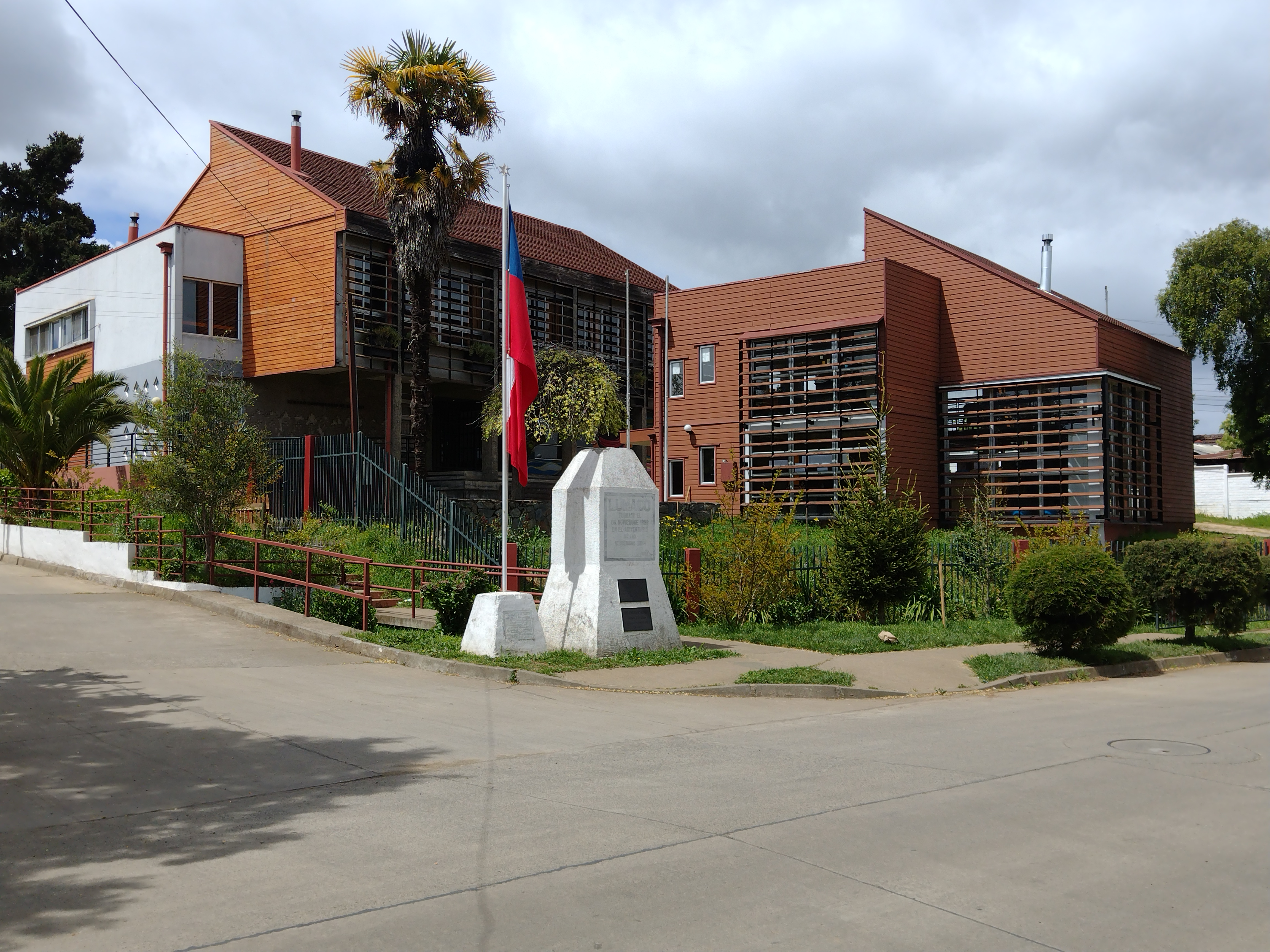
Centro Comunitario Público de Lumaco

En salud pública, el centro de salud familiar (CESFAM) de Lumaco es el recinto principal de la red comunal del Servicio de Salud Araucanía Norte, del cual depende el CECOSF de Capitán Pastene, además de cinco postas rurales y cinco Estaciones Médicas Rurales, subdivididos en tres zonas de atención diferenciadas por colores (rojo para Lumaco, amarillo para Capitán Pastene y verde para Pichi Pellahuén).
En lo que respecta a orden público y seguridad ciudadana, los retenes Lumaco y Pichi Pellahuén, sumado a la Tenencia Capitán Pastene son tres unidades policiales dependientes de la 3.ª Comisaría de Traiguén, la que a su vez se subordina a la Prefectura Malleco.
La comuna cuenta con dos cuerpos de bomberos: El Cuerpo de Bomberos de Capitán Pastene, el más antiguo de la comuna fundado en marzo de 1941, cuenta con tres compañías; mientras que el Cuerpo de Bomberos de Lumaco, fundado en abril de 1968, consta de una compañía.
La biblioteca municipal de Lumaco N.º 385 BC1, es la biblioteca pública principal de la comuna, ubicada en dependencias del Centro Comunitario de Lumaco.

## Cultura
En las 111.900 hectáreas de territorio que comprende la actual comuna de Lumaco, existe un legado patrimonial muy distintivo y diverso. Las expresiones culturales Mapuche, italianas y criollas chilenas, son atributos que forman parte de la identidad comunal.

### Lugares históricos
Monte Calvario
Lugar de llegada de los colonos italianos a la comuna, antes de la asignación de las propiedades a cada familia de colonos, ubicado a 2 km de Capitán Pastene, camino a Chanco. 
Curalaba

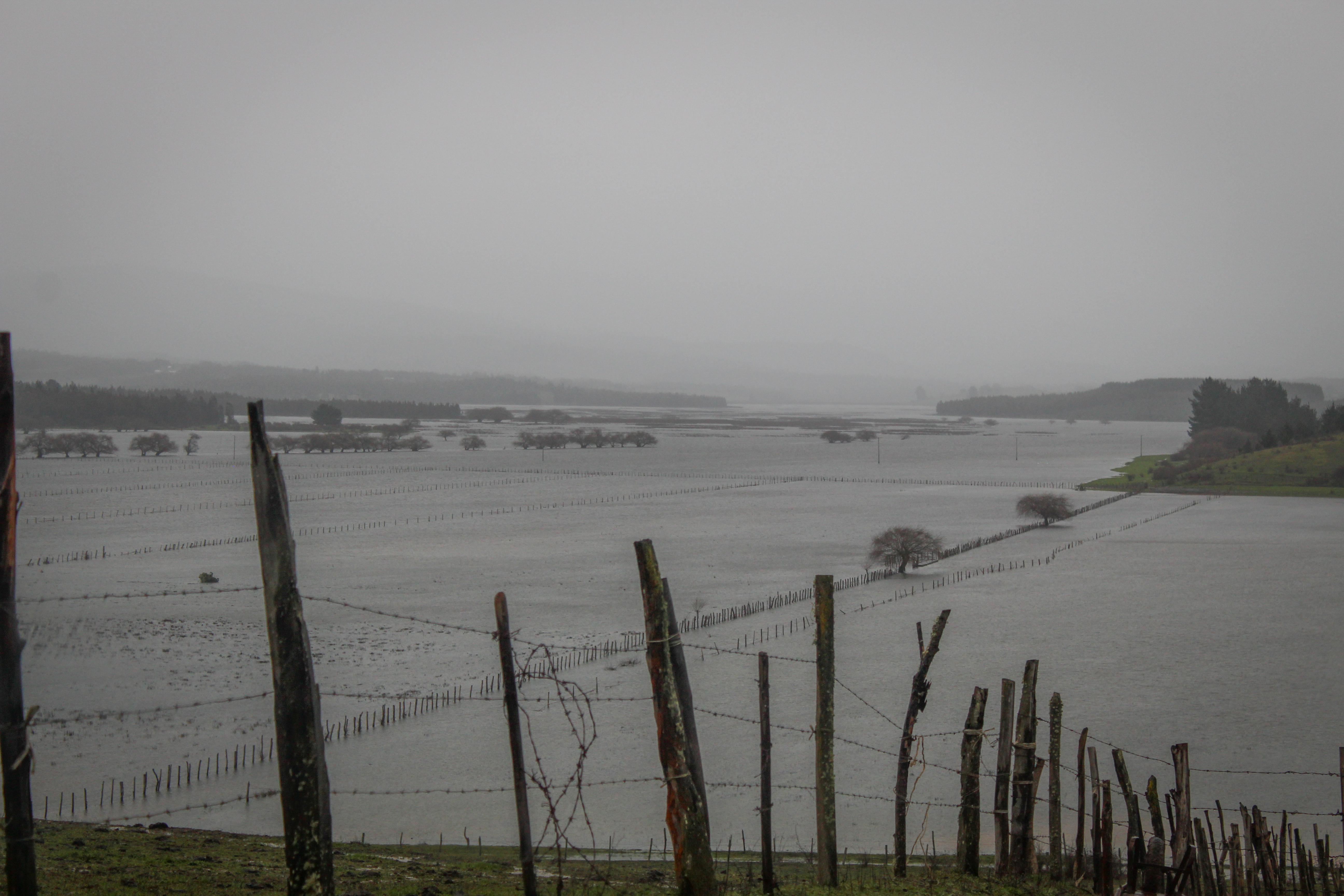
Lago Lumaco, sector Isla de Catrileo. Las extensiones de vegas que comparte con Purén y Los Sauces, suman varios kilómetros. Gracias a este ecosistema, sobreviven cientos de especies y permite las actividades del ser humano.

Lugar histórico del llamado "desastre" de Curalaba, donde muere el gobernador Martín García Óñez de Loyola y su ejército, cuando fueron emboscados por los mapuches a orillas del río Lumaco, dirigidos por Pelentrarú, Huaiquimilla y Anganamón. 
Capitán Pastene
Capitán Pastene es una colonia italiana ubicada en la comuna de Lumaco aproximadamente a 500 km al sur de Santiago de Chile, en la Región de la Araucanía.
La fundación de esta ciudad se relaciona con la historia de familias italianas que dejaron su país para vivir en las tierras de Capitán Pastene. Estos colonos provenían de la provincia de Módena, Italia y desde el año 1904 comenzaron a instalarse en el territorio destinado para colonizar a unos 10 km de Lumaco.
El poblado (que sería cabecera de la "Colonia Nueva Italia") se fundó el 11 de marzo de 1905 con el nombre de "capitán Pastene" en honor al ilustre marino italiano, Juan Bautista Pastene, quien fuera el brazo derecho de Pedro de Valdivia, quien le dio el título de Almirante.
En este pueblo se entremezclan en sus calles, nombres de italianos, chilenos y mapuches ilustres, tales como Garibaldi, Montt, Prat, Rodríguez, Caupolicán, Mazzini, Verdi, Fresia, Esmeralda, Roma, Dante, Balmaceda, etc.

## Lugares de interés

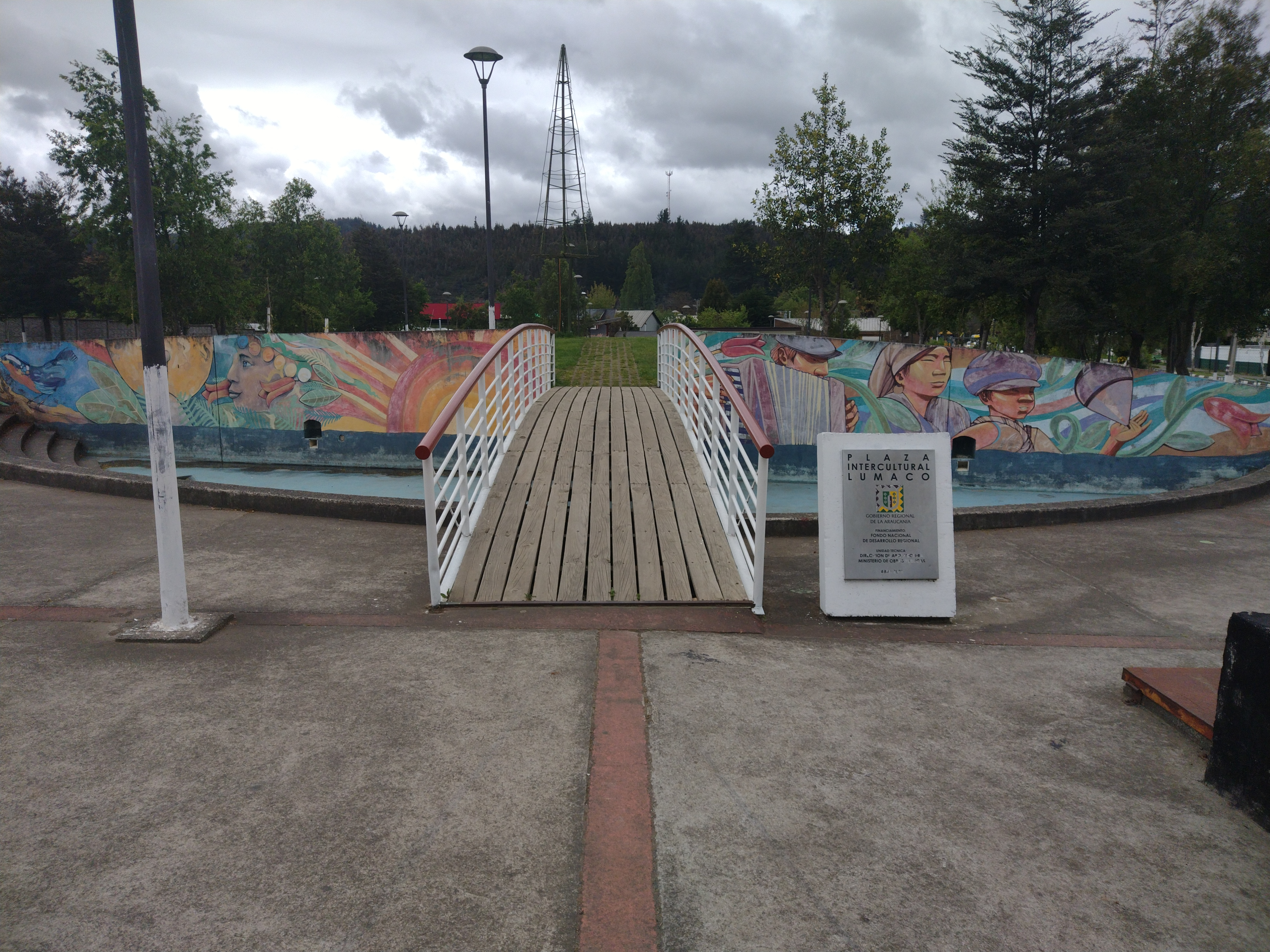
Mural y fuente de la plaza Intercultural de Lumaco que representa la unidad de las tres culturas presentes en la comuna

Actualmente la Municipalidad cuenta con una Oficina de Turismo, desde la cual están construyendo programas y proyectos para el desarrollo turístico sostenible y con pertinencia cultural. A nivel de turismo es conocido por la rica historia Mapuche, la cultura gastronómica que mantienen en la Colonia de Capitán Pastene y la vida cotidiana del campesino criollo de la cordillera. 
Se pueden visitar los balnearios en los ríos Pellahuén, Relún, camino a Tirúa y los Mellizos. Además, actualmente Capitán Pastene cuenta con una hermosa piscina municipal, la cual permite el esparcimiento y la práctica de natación de la población.
Iglesia de San Felipe Neri
Iglesia que data de 1943, pero fue inaugurada 11 años después, fecha que coincidió con el medio siglo de arribo de los colonos italianos a esta tierra.
Cristo de los Copihues
Se ubica a 2 km de Capitán Pastene. Es un cristo tallado en madera nativa por el ex párroco Wilfredo Alarcón. Está empotrado en la ladera del camino hacia Los Laureles. Es un lugar muy hermoso para peregrinar, pues siempre se encuentran copihues frescos en las manos de Cristo.
Cerro de la Virgen María
Se ubica al norte de la ciudad de Capitán Pastene. Justo a mitad del camino Pastene-Lumaco. Es un lugar para la reflexión y oración, en el cual se desarrollan las fiestas religiosas en honor a la Virgen.Consiste en una imagen de la Virgen colocada sobre un elevado promontorio que quedó en una desviación del nuevo camino asfaltado. Hay lugar para estacionamiento y un espacio de sombra cerca del río donde descansar.Confluyen a este lugar las comunidades católicas de Pastene, Lumaco y rurales cada 8 de diciembre. 
Piedra Santa
Lugar atractivo de tipo ‘religioso pagano’, con peregrinaje el 20 de enero y 20 de marzo, principalmente. Es una leyenda local que dice que una gran piedra rodó por una ladera y pasó al otro lado del río donde quedó instatalada. Según la cultura mapuche, es una piedra sagrada y milagrosa a la cual le rinden culto en las fechas antes indicadas.-Se accede desde Lumaco bordeando la ribera del Lumaco y desde Capitán Pastene por el camino al "Maitén".
Plaza Intercultural y plaza de las Tres Banderas
Las plazas Intercultural y de Las Banderas Tricultural son dos espacios públicos a cielo abierto que representan simbólicamente la unidad y armoniosa convivencia entre las tres diferentes culturas presentes dentro del área comunal. La primera se ubica en el centro urbano de Lumaco, frente al cuartel de Bomberos, donde destaca como elemento principal una fuente de agua con un mural tricultural; mientras que la segunda, inaugurada en 2016 en una ceremonia presidida por el alcalde Alejandro Fuentes, tiene como elemento principal las banderas chilena, italiana y mapuche. Se encuentra emplazada en uno de los accesos al área urbana de Lumaco.

## Personas destacadas
- Abraham Ortega Aguayo (1891-1951): abogado y político, exintendente y exministro.
- Manuel Uribe Barra (1895-1970): agricultor y político.
- Aucán Huilcamán Paillama (1965-): líder mapuche.
- Los Charros de Lumaco: grupo musical.